# Movimento Militante Mauriciano
O Movimento Militante Mauriciano é um partido político socialista da Maurícia. O partido foi formado por um grupo de estudantes no final do ano 1960. O MMM defende o que considera uma sociedade "mais justa", sem discriminação com base na classe social, raça, comunidade, casta, religião, gênero ou orientação sexual.
Nas eleições gerais de 2014, o MMM tornou-se o segundo maior partido na Assembléia Nacional das Maurícias, com 12 membros no Parlamento, e o segundo maior partido a nível municipal, com 4 conselhos municipais.

## Estrutura
O partido é dividido em vinte comitês regionais, um para cada um dos vinte distritos eleitorais que tem direito a vaga na Assembléia Nacional. Um vigésimo primeiro reduto eleitoral cobre a ilha de Rodrigues; o MMM, como outros partidos do continente, normalmente não disputa eleições lá, embora historicamente eles tenham organizados comitês por lá. Cada comitê do partido tem um mínimo dez membros. Cada comitê envia dois representantes para a disputar as eleições locais, concorrendo a uma vaga no parlamento. Cada Região tem um representante no Comitê Central do partido. O Comitê Central também inclui um representante masculino e uma mulher da ala juvenil do partido. O Comitê Central elege um representante Político dentre seus próprios membros. O poder supremo dentro do partido consiste na Assembléia de Delegados, composta por membros de todos os distritos, que podem tomar qualquer decisão por maioria simples e escrutínio secreto.

### Ala Feminina
Desde a sua criação em 1969, o MMM enfatizou os direitos das mulheres e afirma ter sido o primeiro partido político no país a fazê-lo. A Ala das Mulheres foi oficialmente organizada em 1974, com o objetivo de garantir uma representação consistente das mulheres no Comitê Central. Também procura apoiar candidatas para eleições parlamentares. Seu comitê executivo de quatorze membros é eleito ao mesmo tempo que o Comitê Central do partido. A constituição do partido aloca pelo menos duas posições no Comitê Central para mulheres que não são membros do Parlamento.

### Ala Jovem
A ala juvenil, oficialmente Juventude Militante, formada em 1973, está aberta a todos os cidadãos mauritanos com idades entre quinze e trinta anos.
A ala da juventude é liderada por onze membros executivos. Eles são escolhidos, por um ano, por votação secreta de sessenta representantes, três de cada uma das vinte regiões.